# Macroglossus sobrinus
Il pipistrello dalla lingua lunga maggiore (Macroglossus sobrinus  K.Andersen, 1911) è un pipistrello appartenente alla famiglia degli Pteropodidi, diffuso nell'Ecozona orientale.

## Descrizione

### Dimensioni
Pipistrello di piccole dimensioni con la lunghezza della testa e del corpo tra 70 e 89 mm, la lunghezza dell'avambraccio tra 38 e 52 mm, la lunghezza della coda fino a 6 mm, la lunghezza del piede tra 10 e 18 mm, la lunghezza delle orecchie tra 14 e 19 mm e un peso fino a 28 g.

### Aspetto
La pelliccia è soffice, densa e lanosa. Il colore delle parti dorsali è marrone, la testa è simile o leggermente più scura, mentre le parti ventrali sono giallo-brunastre, con dei riflessi color crema sulla gola. Le membrane alari, le orecchie ed il muso sono marroni chiare. Il muso è lungo ed affusolato, gli occhi sono grandi. Tra le narici è presente un solco longitudinale che non si estende sul labbro superiore. La mandibola si protrae oltre gli incisivi, formando un mento prominente. La coda è identificabile solo al tatto, l'uropatagio è ridotto ad una sottile membrana lungo la parte interna degli arti inferiori e, insieme alla tibia, è ricoperto di densa peluria. Il palato presenta otto solchi continui, dei quali cinque situati tra le radici dentarie.

## Biologia

### Comportamento
Si rifugia singolarmente o in piccoli gruppi, tra le fronde di palme o sotto i tetti di abitazioni vicino alla foresta, occasionalmente all'interno di foglie di Banano arrotolate.

### Alimentazione
Si nutre di polline e nettare di fiori della foresta tropicale. Nella Penisola Malese è stato osservato nutrirsi su fiori di tre specie di Banane selvatiche e di Dubanga grandiflora.
In Vietnam esemplari sono stati catturati mentre volavano intorno ad alberi di Macaranga in fiore.

### Riproduzione
In Thailandia si riproduce durante tutto l'anno.

## Distribuzione e habitat
Questa specie è diffusa in India, Bhutan, Cina, Indocina, Giava, Sumatra ed alcune isole vicine.
Vive in foreste sia di pianura che montane, frutteti, piantagioni di Banane e villaggi fino a 1800 metri di altitudine. È invece assente nelle mangrovie dove è sostituito dalla specie affine M.minimus.

## Tassonomia
Sono state riconosciute due sottospecie:
- M.s.sobrinus: India: Arunachal Pradesh, Tripura, Meghalaya, Mizoram, Bengala Occidentale; Bhutan, Cina meridionale: Yunnan; Myanmar, Thailandia, isola di Koh Samui; Laos, Vietnam, probabilmente Cambogia, Penisola Malese, Sumatra, Krakatau, Giava, Bali e Nusa Penida;
- M.s.fraternus (Chasen e Kloss, 1928): Nias, Simeulue, Isole Mentawai: Siberut, Sipora e Pagai del nord.

Gli esemplari dell'isola di Nias e quelli di Bali e Nusa Penida potrebbero appartenere a due sottospecie distinte.

## Conservazione
La IUCN Red List, considerato il vasto areale, la popolazione numerosa, la presenza in diverse aree protette e l'adattamento a qualsiasi tipo di habitat degradato, classifica M.sobrinus come specie a rischio minimo (Least Concern)).